# 英仏関係
英仏関係（えいふつかんけい、英語: United Kingdom-France relations、フランス語: Relations entre la France et le Royaume-Uni）では、グレートブリテン及び北アイルランド連合王国とフランス共和国の両国関係について述べる。21世紀現在、両国は非常に親密な関係にある。一因として、あるいは友好の結果として英仏首脳と富豪らの形成した閨閥の存在を挙げることができる。
英語における呼称について、"Anglo-"（アングロ）の名称は特にイングランドを指す語であり、イギリス（連合王国）を指すものではない。しかし、現在のこれら2か国の政府間関係を示す際にはAnglo-French relations（アングロ＝フレンチ）の呼称が用いられ、この場合はイングランドのみならずイギリスを指すものと理解されている。また、Franco-British relationsの呼称も用いられる。
英仏間の交流はカエサルのガリア侵攻以前、両国の共通の敵であった古代ローマと戦うケルト人との取引を通して生活していた2カ国の人々から始まり、彼らは帝政ローマの統治下でも（取引を）継続した。今日の両国の領域はこの帝政ローマ時代に定められた。（ローマの最盛期には21世紀現在の両国の領土の大部分は帝政ローマの州であった。）
両国の長い歴史上の差異や近年では元フランス共和国大統領ジャック・シラクと元イギリス首相トニー・ブレア両首脳間の意見の不一致に起因する警戒心の鋭さを以て、最近の両国関係は衷心から協力的なものとなっている。フランス人作家のJosé-Alain Fralonはこの関係について、イギリスを "our most dear enemies" (我々の最も親愛なる敵) と記述して特徴づけている。フランスのメディアからはトニー・ブレアはfrancophile (「フランスかぶれ」の意味) として扱われており、元フランス大統領ニコラ・サルコジも "Entente Cordiale" を "Entente amicale" へ (より友好的な、親密な関係へ) と転換する意志を表明している。
2カ国の歴史の大部分は両国間の関係により定義される。イギリスには約40万人のフランス人が住んでいると推定され、またその逆も同様である。
言語はイギリスの学校で教えられている第二言語で最も一般的なのはフランス語であり、逆にフランスの学校で最も一般的に教えられている第二言語は英語である。